# Jakob de Punder

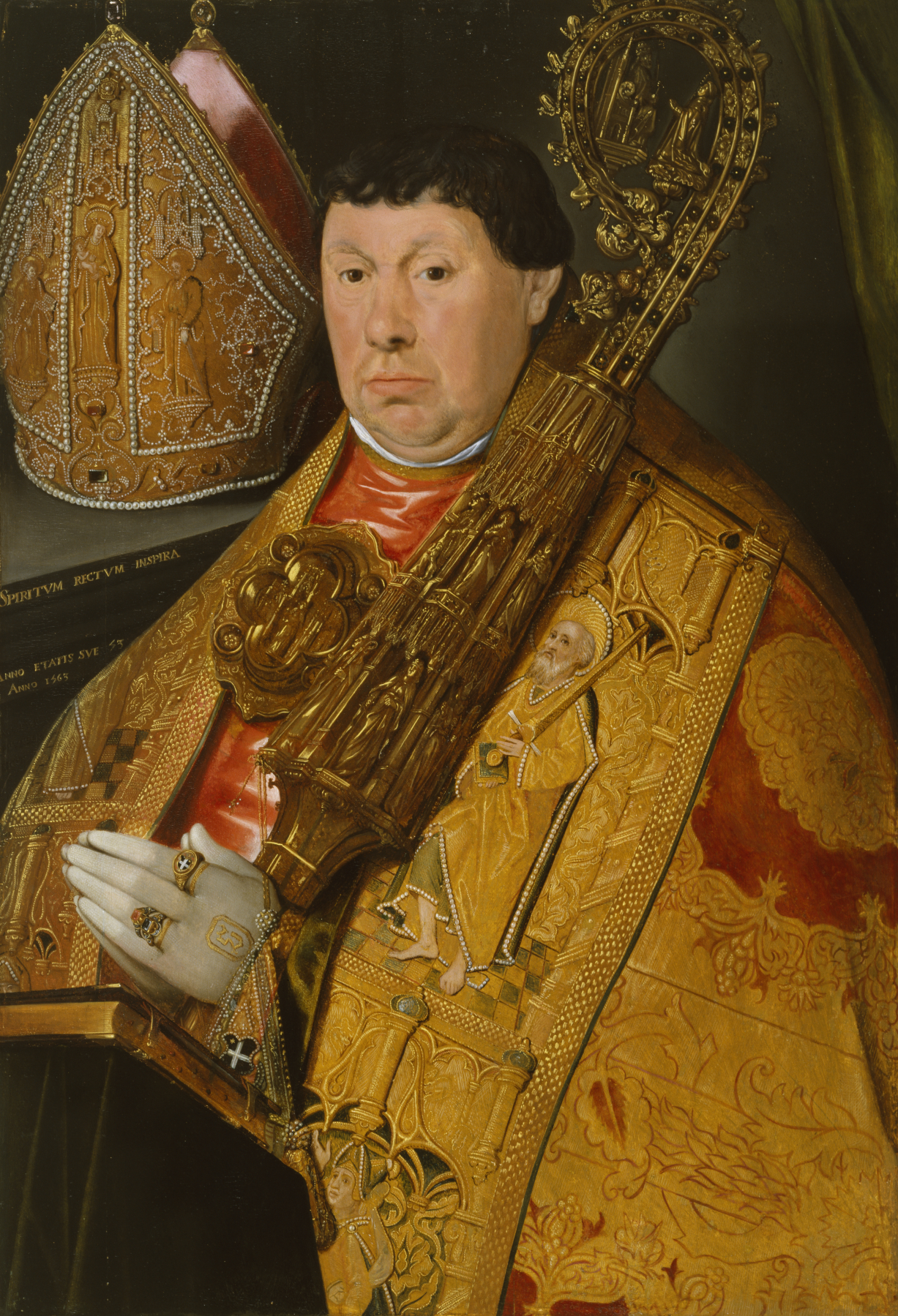
Porträt des Abt Nicholas à Spira

Jacob de Punder (Varianten: Jacob Punder, Jacques de Punder, Jacques de Poindre, Jacobus de Pfunder, Jacques de Pfunder, Jacobus de Poindre, Jacobus de Punder, Jaques Pindar;  * 1527 in Mechelen; † ca. 1570 in Dänemark) war ein niederländischer Maler der Renaissance, der vor allem für seine Porträts bekannt ist.

## Biografie und Werke
Vermutlich war er ein Lehrling von Marcus Willems (1527–1561), mit dem er in Mechelen arbeitete. In Leipzig war er 1570, bevor er nach Dänemark ging.
Das Walters Art Museum besitzt zwei Porträts, die auf 1543 datiert werden: ein Porträt des Abt Nicholas à Spira und ein Porträt des Namenspatrons hl. Nikolaus. Nicholas à Spira (1510–1568) war der Abt der Norbertiner in Grimbergen in Flandern. Das Porträt des Viglius van Aytta von 1564 befindet sich im Fries Museum in Leeuwarden.

## Einzelbelege
1. ↑  Portrait of Abbot Nicholas à Spira. Abgerufen am 19. Juli 2022 (englisch).
2. ↑  Folkert Postma: Viglius van Aytta: de Jaren met Granvelle, 1549 – 1564, Walburg Pers, 2000, p. 221

| Personendaten    | Personendaten                          |
| ---------------- | -------------------------------------- |
| NAME             | Punder, Jakob de                       |
| ALTERNATIVNAMEN  | Punder, Jacques de; Punder, Jacob de   |
| KURZBESCHREIBUNG | niederländischer Maler der Renaissance |
| GEBURTSDATUM     | 1527                                   |
| GEBURTSORT       | Mechelen                               |
| STERBEDATUM      | um 1570                                |
| STERBEORT        | Dänemark                               |